# Memramcook
Memramcook ist ein Dorf (Village) im Westmorland County in der kanadischen Provinz New Brunswick mit 4778 Einwohnern (Stand: 2016). 2011 betrug die Einwohnerzahl 4831, von der die Mehrheit Akadisches Französisch sprach.

## Geografie
Memramcook liegt zu beiden Seiten des Memramcook River sowie am Ostufer des Petitcodiac River, an dessen gegenüberliegender Flussseite sich Hillsborough befindet. Im Nordwesten grenzt Moncton, im Südosten Dorchester an Memramcook. Die Verbindungsstraßen New Brunswick Route 2, New Brunswick Route 106, New Brunswick Route 925 und New Brunswick Route 933 verlaufen durch den Ort.

## Geschichte
Erste Bewohner der Gegend waren die Mi'kmaqindianer, in deren Sprache die Bezeichnung Memramcook so viel wie „gekrümmter Fluss“ bedeutet. Viele Akadier, die aus anderen Gebieten von den Briten vertrieben worden waren, ließen sich dort nieder. Deshalb wird der Ort auch als Berceau de l'Acadie  bzw. Cradle of New Acadia (Wiege des neuen Akadien) bezeichnet.
1864 wurde hier das Collège Saint-Joseph eröffnet. Es war das erste französischsprachige Collège in den Atlantischen Provinzen und viele der akadischen Führungspersönlichkeiten wurden hier ausgebildet. Nach der Gründung der Université de Moncton wurde das Collège 1969 geschlossen. Auf den damaligen Gelände findet sich das Monument Lefebvre, welches am 5. Juni 1994 in die Liste der National Historic Sites of Canada in New Brunswick aufgenommen wurde.
Am 8. Mai 1995 wurde die Village de Memramcook offiziell gegründet.
Heute sind die Einwohner in erster Linie in der Landwirtschaft, in kleineren Industriebetrieben und im Tourismus tätig.

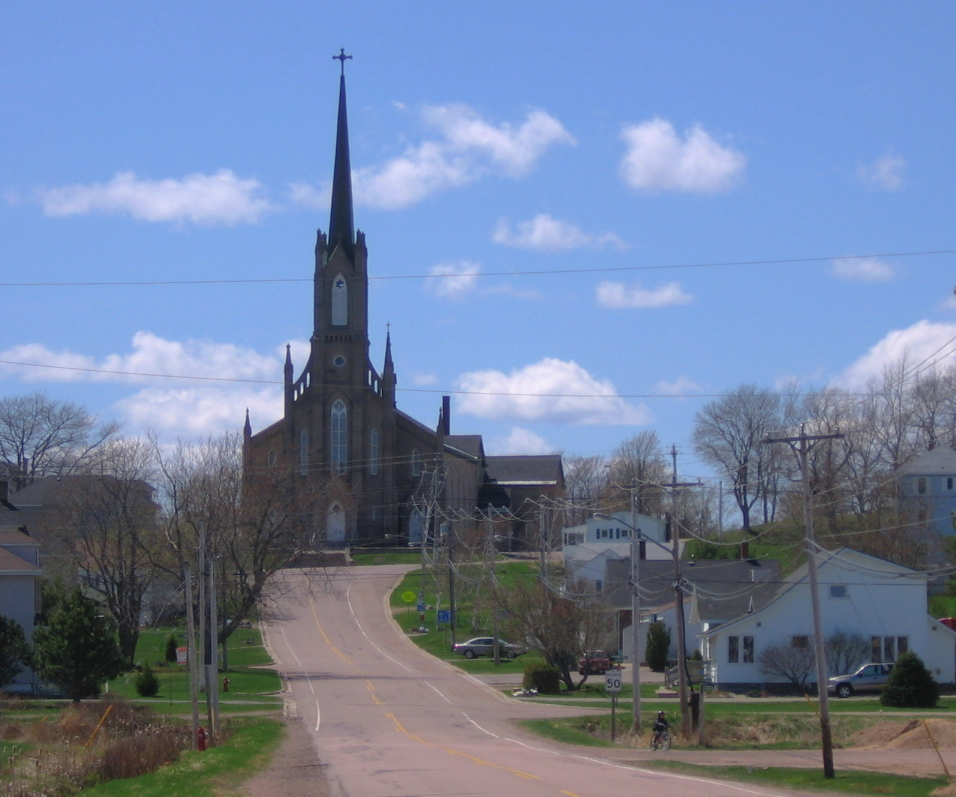
St.-Joseph-Kirche
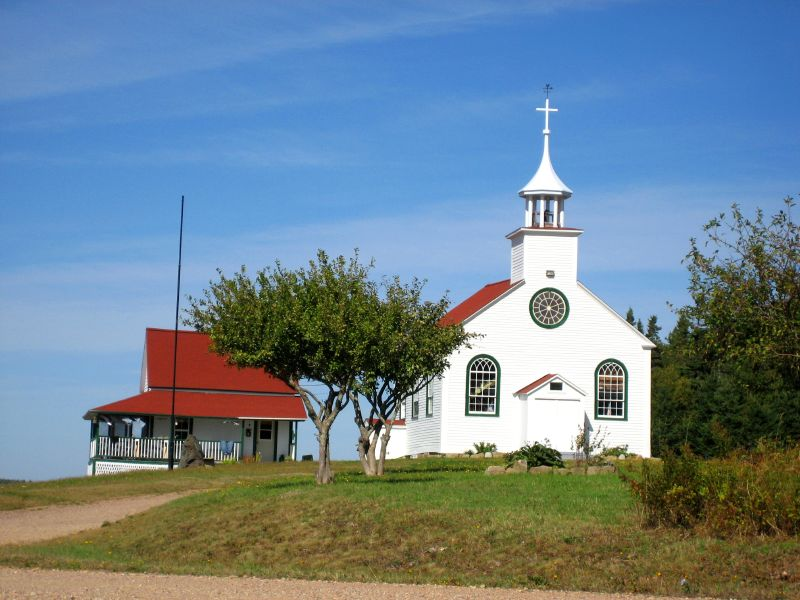
Sainte-Anne-de-Beaumont-Kapelle
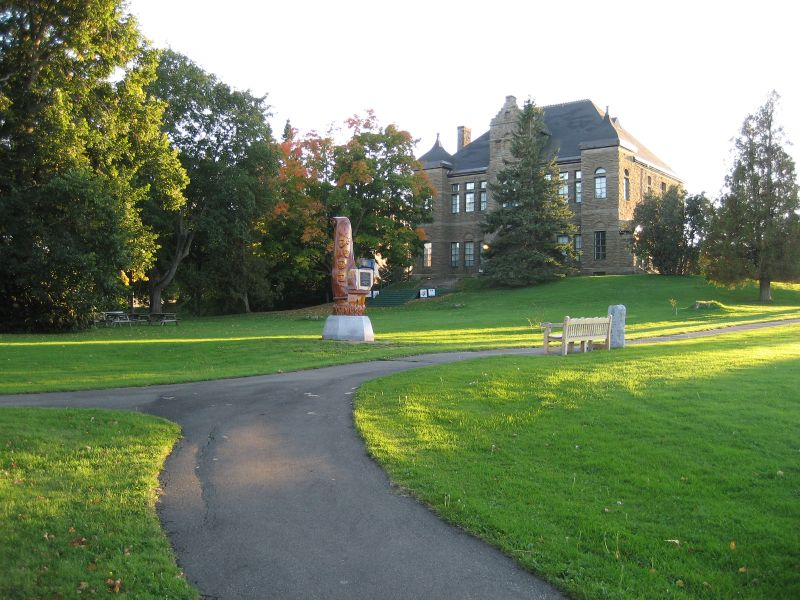
Monument Lefebvre

## Söhne und Töchter der Stadt
- Dominique Dupuis, Violinistin
- Roméo LeBlanc, Politiker